# 张烈 (足球运动员)
张烈（1982年5月25日—），男，中国足球运动员，现效力中国足球甲级联赛球队北京人和，司职守门员。

## 俱乐部生涯
2000年，张烈进入家乡球队沈阳海狮的一线队名单，开始职业足球生涯。他在该赛季甲A联赛0比2不敌北京国安的比赛中上演职业生涯首秀。2001赛季，由于联赛取消升降制度，球队以锻炼新人为主，张烈也成为球队的主力门将，该赛季沈阳金德以2胜1平23负的成绩联赛垫底。2002年，前国门韩文海的加盟使得张烈重新成为二号门将。2004年，张烈终于再次成为球队的主力守门员，在该赛季的22场中超联赛比赛中全部出场。
2005年，张烈拒绝沈阳金德开出的五年长约，随后被俱乐部封杀一年。2006年初，处于门将荒的沈阳金德和张烈重新签约，但赛季开始不久后他再次被封杀。由于当时中国转会制度的限制，张烈无法自由转会到其他球队，只能选择退役，担任征战新加坡职业足球联赛的辽宁广原守门员教练。
2008年，中国足球乙级联赛球队沈阳东进向金德购买张烈的所有权，张烈终于重返绿茵场。他在该赛季帮助球队获得中乙联赛冠军并升级到中甲联赛。2011年初，和沈阳东进合同到期的张烈重返中超，自由转会到陕西浐灞。沈阳东进一度认为张烈以自由身转会浐灞并不合法，向中国足协仲裁委员会上诉。但在3月23日，中国足协认定张烈的转会合法，驳回沈阳东进的诉讼请求。张烈迅速成为球队的主力门将，在2011赛季出场29次。2012年初随队南迁贵阳，并在2012赛季在联赛中保持全勤，帮助球队获得联赛第四名和足协杯亚军，历史上首次获得亚足联冠军联赛参赛资格。

## 国家队生涯
2004年，张烈曾进入阿里汉执教的中国国家足球队集训名单，但没有得到出场机会。2011年6月8日，张烈在中国2比0击败朝鲜的友谊赛中出场，上演国家队的处子秀。

## 荣誉
沈阳东进
- 中国足球乙级联赛冠军：2008